# Osmia granulosa
Osmia granulosa är en biart som beskrevs av Cockerell 1911. Osmia granulosa ingår i släktet murarbin, och familjen buksamlarbin. Inga underarter finns listade i Catalogue of Life.